# رقة سمره
رقة سمره  قرية سورية تقع في القسم الشرقي من محافظة الرقة، وتبعد عن مركز مدينة الرقة تقريبا 8 كم , وتمتد القرية بين فرعي نهر البليخ من الشرق والغرب أما من الجنوب نهر الفرات ,وتتصل بواسطة جسر على نهر البليخ من الشرق والغرب.